# Instituto Comercial de Lisboa
O Instituto Comercial de Lisboa (1918-1976) foi uma instituição de ensino pós-secundário politécnico na área da contabilidade e comércio, antecessora do atual Instituto Superior de Contabilidade e Administração de Lisboa. A escola resultou da cisão em 1911 do Instituto Industrial e Comercial de Lisboa, que o dividiu em duas escolas, o Instituto Superior Técnico e o Instituto Superior de Comércio, tendo este último em 1918 passado a designar-se Instituto Comercial de Lisboa e a ministrar o ensino de contabilidade.
Em 1976 os Instituto Comercial de Lisboa passou a ter a designação de Instituto Superior de Contabilidade e Administração de Lisboa - ISCAL, ministrando os graus de bacharelato, licenciatura, mestrado e doutoramento (este com a colaboração da Universidade de Lisboa). Mais tarde foi integrado no Instituto Politécnico de Lisboa.